# The Barry Sisters
Formația The Barry Sisters a fost un duet american de muzică ușoară format din surorile Minnie și Clara Bagelman, cunoscute sub numele de Merna și Claire Barry. 